# Der Willi-Busch-Report
Der Willi-Busch-Report ist ein deutscher Spielfilm aus dem Jahre 1979.

## Handlung
Die Zeit des Kalten Krieges. Im Osten der Bundesrepublik Deutschland, direkt an der Grenze zur DDR. Die Geschwister Adelheid und Wilhelm Busch haben die legendäre „Werra-Post“ von ihrem Vater geerbt. Früher hat die einst blühende Zeitung das ganze Werratal mit Nachrichten versorgt. Aber die Auflage sinkt unaufhörlich. Der Grund ist die in Europa entstandene neue und bald unüberwindliche Grenze, die mitten durch Deutschland und durchs Werratal führt. Gerade noch auf westlicher Seite, ist aus dem Städtchen Friedheim ein abgelegenes Provinznest geworden. Fast nichts mehr passiert. Wenn die „Werra-Post“ überleben soll, muss endlich wieder etwas geschehen.
Und so beschließt Wilhelm Busch eines Tages, die Ereignisse selbst in die Hand zu nehmen. Denn nicht umsonst trägt er ja den Namen des berühmten Zeichners, Dichters und Denkers. Warum soll man nicht die Sensationen inszenieren, wenn es der Zeitung aus den roten Zahlen hilft? Und tatsächlich: Friedheim kommt nun sogar über die Grenzen hinaus in den Schlagzeilen: „Wer ist der Telefonvandale?“, „Ist Friedheim das Zentrum eines Spionagerings?“, „Thorn eine Wunderdroge für Friedheimer“, „Mädchen (5 Jahre) sieht die Wiedervereinigung voraus!“…  Immer häufiger braust nun auch wieder ein postgelber Messerschmitt-Kabinenroller die Grenzanlagen entlang. Darin der rasende Reporter Willi, der sich wie ein Pilot alsbald in die Lüfte erheben wird.

„Wie wohl ist’s dem, der dann und wann,
Sich etwas Schönes dichten kann!“

## Kritiken
„Der Kampf eines Provinz-Journalisten an der Grenze zur DDR um den Fortbestand seiner sterbenden Zeitung. Die von ihm, zwecks Auflagensteigerung, provozierten Sensationen nehmen ein unkontrollierbares Eigenleben an, dem ihr Urheber nicht gewachsen ist. Eine vielschichtige Tragikomödie, klug entworfen und souverän inszeniert, mit präziser Information über die damalige deutsche Wirklichkeit. Niklaus Schilling drehte 1991 eine Art Fortsetzung unter dem Titel ‚Deutschfieber‘.“

„Nikolaus Schilling drehte hier eine vortrefflich gespielte und inszenierte, wunderbare Mischung aus Melodram, Satire, Heimatfilm und Agentenstory. Das einzig Stabile, thematisch wie formal, ist jener kuriose Messerschmitt-Kabinenroller, in dem der Held durch die ebenso schöne wie öde Landschaft braust.“

„Ob das Publikum die vielen Vorzüge dieses Films tatsächlich im gebührenden Ausmaß anerkennen und akzeptieren wird, lässt sich gegenwärtig noch nicht absehen; aber wenn vielleicht in hundert Jahren nach den Filmen gesucht wird, die am intensivsten über unsere Gegenwart informieren, dann wird 'Der Willi-Busch-Report' einer der wichtigsten sein.“

## Technik
Der Willi-Busch-Report ist fast ausschließlich mit der Steadicam realisiert. Das damals von Garrett Brown neu entwickelte Stativ-System wird durch eine raffinierte, völlig austarierbare Federarm-Konstruktion an die entsprechende Kamera adaptiert. Mittels einer Weste fest mit dem Kameramann verbunden, ermöglicht es eine sehr organische, schwebende Kamera-Führung bei gleichzeitig extrem hoher Beweglichkeit. Da die Kamera frei schweben muss, wird das Aufnahme-Bild über einen externen Monitor kontrolliert. Die Steadicam wird inzwischen sehr häufig insbesondere für actionreiche Sequenzen oder auch subjektive dramatische Blicke genutzt. Für eine souveräne Handhabung ist auch eine gewisse Sportlichkeit gefragt.

## Hintergrund
Für die fiktive Stadt Friedheim stand die unmittelbar an der damaligen Grenze zur DDR gelegenen Kleinstadt Wanfried Pate, in der auch die meisten Dreharbeiten stattfanden. Auch viele der im Film mitwirkenden Statisten stammen aus dem Ort und seiner Umgebung. Für den Film wurde die Feldmühle gegenüber von Kleintöpfer niedergebrannt.
Der im Jahre 1979 realisierte Film bekam eine ungeplante „historische“ Fortsetzung. Mit dem Fall der Mauer und der gesamten deutsch-deutschen Grenze rückte das Werratal plötzlich wieder in die Mitte Deutschlands. Schon in den historischen Novembertagen 1989 wurden nicht zuletzt auch von vielen Bewohnern in West wie Ost Forderungen laut, dem ersten Willi-Busch-Report nun doch einen zweiten folgen zu lassen. Dabei war es nicht ganz einfach, den Erhalt der überflüssigen Grenzanlagen bis in den Sommer 1991 hinein zu sichern, da viele Einrichtungen und Anlagen in der Zeit nach der Grenzöffnung durch Souvenirjäger und Vandalen zerstört wurden. Mit Hinweisschildern an den verbliebenen Grenzanlagen bat Niklaus Schilling darum, die Bauwerke für die Dreharbeiten zu erhalten. Am 13. Mai fiel dann die erste Klappe für Deutschfieber, die „einzig echte Fortsetzung“ des Willi-Busch-Reports – abermals in Wanfried und erneut unter reger Beteiligung seiner Bewohner.

## Auszeichnungen
1980 erhielt Niklaus Schilling für den Willi-Busch-Report den erstmals von der Stadt Saarbrücken vergebenen Max Ophüls Preis. Im selben Jahr erhielt der Film eine Einladung in die Sektion Un Certain Regard der Filmfestspiele von Cannes.